# Нурмагомедов, Магомед Нурмагомедович
Магомед Нурмагомедович Нурмагомедов (13 марта 1947, Хинуб, Чародинский район, Дагестанская АССР, РСФСР, СССР) — советский и российский актёр Аварского музыкально-драматического театр имени Гамзата Цадасы. Заслуженный артист России (2007).

## Биография
Родился в 1947 году в селе Хинуб Чародинского района. С 1967 по  1972 годы учился в Киевском Театральном институте им. Карпенко — Карого по специальности: артист драматического театра и кино. После окончания института с 1972 года  работает в ГБУ «Аварский музыкально – драматический театр им. Г. Цадасы». Первой работой Нурмагомедова на сцене Аварского театра была роль Нажмудина Гоцинского в спектакле Фатуева «Горцы». В «Али с гор» (пост. С. Иманголова) он играет хитрого сплетника Ису. В комедии «Если сердце захочет» Гамида Рустамова ему хорошо удается сыграть роль богатого вдовца Девлет-Мирзу. За свою долгую карьеру он также сыграл в спектаклях «Ревизор», «Имам Шамиль», «Отелло» и многих других постановках.

## Театральные работы
- «Горцы» (Р. Фатуев) — Нажмудин Гоцинский
- «Хаджи–Мурат»  (Л.Н. Толстой) — Шамиль
- «Имам Шамиль» (И. Вакели) — Али
- «Камалил–Башир» (Р. Гамзатов)
- «Киквидзе» (Хоменко)
- «Кавказская красавица» (В.Есьман и К.Крикорян) — Рустамов
- «Горянка» (Р. Гамзатов) — Али
- «Если сердце захочет» (Г. Рустамов) — Девлет-Мирза
- «Али с гор» (З. Алиханов) — Иса
- «Женитьба Кодолава» (Г. Цадаса) — Кодолав
- «Ревизор» (Гоголь) — Городничий
- «Шутки амура» (Х. Вахит) — Нурбек
- «Наследники» (М. Сулиманов) — Тахо–Годи
- «Горцы у Ленина» (Шефов) — Милиционер
- «Бунт невесток» (С. Ахмед) — инженер Рамазан
- «Железная женщина» (Башбетов) — Имамудин
- «Ты — моя мама!» (Б. Турай)
- «Молла Насреддин» (М. Курбанов) — Ямаха
- «Контора любви» (Г. Казиев) — Профессор
- «Оставайся солнцем» (Папаян) — Апанди
- «Всадники на ослах» (Г. Хугаев) — Профессор
- «Соловьиная песня» (Э. Юзеев) Султанбек
- «Аршин мал алан» (У. Гаджибеков) — Лабазан
- «Уроки воспитания» (М. Исаева) — Султанбег
- «Предок» (Ш. Казиев) — Анасилав
- «Махмуд и Муи» (М. Абасил, С. Азизов)
- «Квартет для души» (Г. Хугаев) — Данел
- «Где я ошибся?» (М. Ольмезов) — Асхаб
- «Горская повесть» (Р. Гамзатов) — Имам Шамиль

## Фильмография
- 1992 — «Рай под тенью сабель» — убийца Гамзат-бека
- 2011 — «Горцы от ума-3» — эпизод
- 2014 — «Расул Гамзатов. Мой Дагестан. Исповедь» — эпизод

## Звания и награды
- Диплом I степени Молодежный смотр спектаклей СТД (1975);
- «Заслуженный артист Дагестанской АССР» (1982);
- «Народный артист Дагестана» (2003);
- «Заслуженный артист Российской Федерации» (2007);
- Почетная грамота и наручные часы от Администрации Махачкалы (С. Амиров);
- Почетная грамота Министерства культуры Республики Дагестан (Гаджиев);
- Благодарность Министра культуры Российской Федерации (2015);